# 173 (număr)
173 (o sută șaptezeci și trei) este numărul natural care urmează după 172 și precede pe 174 într-un șir crescător de numere naturale.

## În matematică
173
- Este un număr deficient.[1][2]
- Este un număr odios.[3][4]
- Este un număr prim aditiv.[5][6]
- Este un număr prim echilibrat.[7][8]
- Este un număr prim Eisenstein fără parte imaginară.
- Este un număr prim Euler[9][10]
- Este un număr prim izolat.[11][12]
- Este un număr prim Labos.[13][14]
- Este un număr prim trunchiabil la stânga.[15][16]
- Este un număr necorespunzător.[17]
- Este un număr prim Sophie Germain.[18][19]
- Este suma a două pătrate: 22 + 132.
- Este suma a trei numere prime consecutive: 53 + 59 + 61.
- Este un număr palindromic în bazele 3 (201023), 9 (2129) și 172 (11172).

## În știință

### În astronomie
- Obiectul NGC 173 din New General Catalogue este o galaxie spirală cu o magnitudine 12,3 în constelația Balena.
- 173 Ino este un asteroid mare și întunecat din centura principală.
- 173P/Mueller este o cometă periodică din Sistemul Solar.
- Arp 173 (VV 296, KPG 439) este o pereche de galaxii în constelația Boarul

## În alte domenii
173 se poate referi la:
- SCP-173, o statuie fictivă.[20][21]